# NGC 2872
NGC 2872 is een elliptisch sterrenstelsel in het sterrenbeeld Leeuw. Het hemelobject werd op 15 maart 1784 ontdekt door de Duits-Britse astronoom William Herschel.

## Synoniemen
- UGC 5018
- MCG 2-24-8
- ZWG 62.33
- Arp 307
- KCPG 202A
- PGC 26733